# Denkmalgeschützte Objekte in Friesach (Kärnten)
Bedingt durch die Anzahl der denkmalgeschützten Objekte in der Stadt Friesach werden eigene Listen für die drei Katastralgemeinden geführt:
- Liste der denkmalgeschützten Objekte in Friesach-Friesach für die Katastralgemeinde Friesach (Stadtkern und nahegelegene Dörfer wie Grafendorf, Hartmannsdorf, Olsa)
- Liste der denkmalgeschützten Objekte in Friesach-St. Salvator für die Katastralgemeinde St. Salvator (St. Salvator, Ingolsthal, Mayerhofen, St. Stefan, Zienitzen)
- Liste der denkmalgeschützten Objekte in Friesach-Zeltschach für die Katastralgemeinde Zeltschach (Zeltschach, Gaisberg)